# Marian Aliuță
Marian Aliuță (n. 4 februarie 1978 în București) este un fotbalist român retras din activitate.